# Guzów-Kolonia
Guzów-Kolonia [ˈɡuzuf kɔˈlɔɲa] est un village polonais de la gmina de Orońsko, du powiat de Szydłowiec et dans la voïvodie de Mazovie dans le centre-est de la Pologne.
Il se situe à environ 4 kilomètres au nord d'Orońsko, à 16 kilomètres au nord-est de Szydłowiec et à 97 kilomètres au sud de Varsovie.